# Sarah Kustermans
Sarah Kustermans (24 mei 2003) is een Belgisch volleybalster.

## Levensloop
Kustermans volgde les aan de Topsportschool Vilvoorde. In 2021 maakte ze de overstap naar VC Oudegem. Met deze club won ze in 2022 de Beker van België.